# Liste des comtesses de Dreux
Cet article présente la liste des comtesses de Dreux, de plein droit ou par mariage.

## Maison capétienne de Dreux (1137-1355)
| Portrait | Nom (dates)                            | Époux                                                                                  | Titres | Éléments biographiques |
| -------- | -------------------------------------- | -------------------------------------------------------------------------------------- | --- | --- |
|          | Agnès de Garlande (1112-1143)          | - Amaury III de Montfort (mariage en 1120) - Robert Ier de Dreux (mariage en 1139)     | - Comtesse d'Évreux et dame de Montfort (1120-1137) - Comtesse de Dreux (1139-1143)                                                           | - Princesse de la Maison de Garlande. Fille d'Anseau Ier de Garlande et de Béatrice de Montlhéry. - Mère d'Amaury IV de Montfort et de Simon III de Montfort.                                                                |
|          | Harvise d'Évreux (1118-1152)           | - Rotrou III du Perche (mariage en 1126) - Robert Ier de Dreux (mariage en 1144)       | - Comtesse du Perche (1126-1144) - Comtesse de Dreux (1144-1152)                                                                              | - Princesse de la Première maison de Salisbury. Fille de Gautier de Salisbury et de Sibylle de Sourches. - Mère de Rotrou IV du Perche et d'Alix de Dreux.                                                                   |
|          | Agnès de Baudement (1130-1204)         | - Milon III de Bar-sur-Seine (mariage en 1150) - Robert Ier de Dreux (mariage en 1152) | - Comtesse de Braine et dame de Baudement (de plein droit, 1144-1188) - Comtesse de Bar-sur-Seine (1150-1151) - Comtesse de Dreux (1152-1184) | - Princesse de la Maison de Baudement. Fille de Guy de Baudement et d'Alix de Braine. - Mère de Pétronille de Bar-sur-Seine, de Robert II de Dreux, d'Henri de Dreux, d'Alix II de Dreux et de Philippe de Dreux.            |
|          | Yolande de Coucy (1164-1222)           | - Robert II de Dreux (mariage en 1184)                                                 | - Comtesse de Dreux (1184-1218) - Comtesse de Braine (1188-1218)                                                                              | - Princesse de la Maison de Coucy. Fille de Raoul Ier de Coucy et d'Agnès de Hainaut. - Mère de Robert III de Dreux, de Pierre Ier de Bretagne, d'Alix de Dreux, de Philippa de Dreux, d'Henri de Dreux et de Jean de Dreux. |
|          | Aénor de Saint-Valery (1192-1250)      | - Robert III de Dreux (mariage en 1210)                                                | - Comtesse de Dreux et de Braine (1218-1234)                                                                                                  | - Princesse de la Maison de Saint-Valery. Fille de Thomas de Saint-Valery et d'Adèle de Ponthieu. - Mère de Yolande de Dreux, de Jean Ier de Dreux et de Robert Ier de Beu.                                                  |
|          | Marie de Bourbon-Dampierre (1220-1274) | - Jean Ier de Dreux (mariage en 1240)                                                  | - Comtesse de Dreux et de Braine (1240-1249)                                                                                                  | - Princesse de la Maison de Bourbon-Dampierre. Fille d'Archambaud VIII de Bourbon et de Béatrice de Montluçon. - Mère de Robert IV de Dreux.                                                                                 |
|          | Béatrice de Montfort (1248-1311)       | - Robert IV de Dreux (mariage en 1260)                                                 | - Comtesse de Montfort (de plein droit, 1249-1311) - Comtesse de Dreux et de Braine (1260-1282)                                               | - Princesse de la Maison de Montfort-l'Amaury. Fille de Jean Ier de Montfort et de Jeanne de Châteaudun. - Mère de Yolande de Dreux et de Jean II de Dreux.                                                                  |
|          | Jeanne de Beaujeu (?-1308)             | - Jean II de Dreux (mariage en 1292)                                                   | - Dame de Montpensier (de plein droit, 1285-1308) - Comtesse de Dreux et de Braine (1292-1308)                                                | - Princesse de la Famille de Beaujeu. Fille d'Humbert de Beaujeu et d’Isabelle de Mello. - Mère de Robert V de Dreux, de Jean III de Dreux et de Pierre Ier de Dreux.                                                        |
|          | Perrenelle de Sully (?-1338)           | - Jean II de Dreux (mariage en 1308)                                                   | - Comtesse de Deux et de Braine (1308-1309)                                                                                                   | - Princesse de la Maison de Sully. Fille d'Henri III de Sully. - Mère de Jeanne II de Dreux. |
|          | Marie d'Enghien (?-1378)               | - Robert V de Dreux (mariage en 1321) - Robert II de Pierrepont                        | - Comtesse de Dreux et dame de Montpensier (1321-1329) - Comtesse de Braine (1321-1325) - Comtesse de Roucy (1246-1364)                       | - Princesse de la Maison d'Enghien. Fille de Gautier II d'Enghien et de Yolande de Flandres. - Mère d'Isabelle de Pierrepont.                                                                                                |
|          | Ida de Rosny (?-1375)                  | - Jean III de Dreux (mariage en 1329) - Mathieu III de Trie (mariage en 1332)          | - Comtesse de Dreux et dame de Montpensier (1329-1331) - Dame d'Araines et de Vaumain (1332-1344)                                             | - Princesse de la Maison de Rosny. Fille de Guy II de Rosny et de Laure de Ponthieu. |
|          | Isabeau de Melun (1328-1389)           | - Pierre Ier de Dreux (mariage en 1341) - Jean d'Artois (mariage en 1352)              | - Comtesse de Dreux et dame de Montpensier (1341-1345) - Comtesse d'Eu (1352-1387)                                                            | - Princesse de la Maison de Melun. Fille de Jean Ier de Melun et d'Isabelle d'Antoing. - Mère de Jeanne Ire de Dreux, de Jeanne d'Artois, de Robert IV d'Artois et de Philippe d'Artois.                                     |
|          | Jeanne Ire de Dreux (1345-1346)        |                                                                                        | - Comtesse de Dreux et dame de Montpensier (de plein droit, 1345-1346)                                                                        | - Princesse de la Maison capétienne de Dreux. Fille de Pierre Ier de Dreux et d'Isabeau de Melun. |
|          | Jeanne II de Dreux (1309-1355)         | - Louis Ier de Thouars (mariage en 1330)                                               | - Vicomtesse de Thouars (1333-1355) - Comtesse de Dreux (de plein droit, 1346-1355)                                                           | - Princesse de la Maison capétienne de Dreux. Fille de Jean II de Dreux et de Perrenelle de Sully. - Mère de Simon de Thouars, de Péronnelle de Thouars et de Marguerite de Thouars.                                         |

## Maison de Thouars (1355-1378)
| Nom (dates)                       | Époux                                                                                    | Titres | Éléments biographiques                                                                       |
| --------------------------------- | ---------------------------------------------------------------------------------------- | --- | -------------------------------------------------------------------------------------------- |
| Jeanne d'Artois (1353-1420)       | - Simon de Thouars (mariage en 1365)                                                     | - Comtesse de Dreux (1365) | - Princesse de la Maison capétienne d'Artois. Fille de Jean d'Artois et d'Isabeau de Melun.  |
| Péronnelle de Thouars (1330-1397) | - Amaury IV de Craon (mariage en 1345) - Tristan Rouault de Boisménard (mariage en 1376) | - Dame de Craon (1345-1373) - Co-comtesse de Dreux (de plein droit, 1365-1377) - Vicomtesse de Thouars (de plein droit, 1370-1397) | - Princesse de la Maison de Thouars. Fille de Louis Ier de Thouars et de Jeanne II de Dreux. |
| Marguerite de Thouars (?-1404)    | - Thomas de Chemillé - Guy Turpin de Crissé                                              | - Co-comtesse de Dreux (de plein droit, 1365-1378) - Dame de Crissé                                                                | - Princesse de la Maison de Thouars. Fille de Louis Ier de Thouars et de Jeanne II de Dreux. |

## Maison d'Albret (1382-1401)
| Nom                               | Époux                                       | Titres                                                      | Éléments biographiques | Armoiries |
| --------------------------------- | ------------------------------------------- | ----------------------------------------------------------- | --- | --------- |
| Marguerite de Bourbon (1344-1416) | - Arnaud-Amanieu d'Albret (mariage en 1368) | - Dame d'Albret (1368-1401) - Comtesse de Dreux (1382-1401) | - Princesse de la Maison de Bourbon. Fille de Pierre Ier de Bourbon et d'Isabelle de Valois. - Mère de Charles Ier d'Albret. |           |

## Deuxième maison d'Orléans (1407)
| Portrait | Nom (dates)                    | Époux                                   | Titres | Éléments biographiques | Armoiries |
| -------- | ------------------------------ | --------------------------------------- | --- | --- | --------- |
|          | Valentine Visconti (1366-1408) | - Louis Ier d'Orléans (mariage en 1387) | - Duchesse d'Orléans et de Valois (1392-1407) - Comtesse d'Angoulême (1394-1407) - Comtesse de Blois (1397-1407) - Comtesse de Périgord (1400-1407) - Duchesse engagiste de Luxembourg (1402-1407) - Comtesse de Vertus (de plein droit, 1402-1408) - Comtesse de Soissons (1404-1407) - Comtesse de Dreux (1407) | - Princesse de la Famille Visconti. Fille de Jean Galéas Visconti et d'Isabelle de France. - Mère de Charles Ier d'Orléans, de Philippe d'Orléans, de Jean d'Orléans et de Marguerite d'Orléans. |           |

## Maison d'Albret (1408-1549)
| Nom (dates)                             | Époux                                                                                           | Titres | Éléments biographiques | Armoiries |
| --------------------------------------- | ----------------------------------------------------------------------------------------------- | --- | --- | --------- |
| Marie de Sully (?-1409)                 | - Gui VI de La Trémoille (mariage en 1382) - Charles Ier d'Albret (mariage en 1400)             | - Dame de Jonvelle (1382-1397) - Dame de Sully et de Craon (de plein droit, 1394-1409) - Dame d'Albret (1401-1409) - Comtesse de Dreux (1408-1409)           | - Princesse de la Maison de Blois. Fille de Louis de Sully et d'Isabeau de Craon. - Mère de Jean de La Trémoille, de Georges Ier de La Trémoille, de Jeanne d'Albret et de Charles II d'Albret. |           |
| Anne d'Armagnac (1402-1473)             | - Charles II d'Albret (mariage en 1417)                                                         | - Comtesse de Dreux (1417-1442) - Dame d'Albret (1417-1471) - Comtesse de Gaure (1425-1471)                                                                  | - Princesse de la Maison d'Armagnac. Fille de Bernard VII d'Armagnac et de Bonne de Berry. - Mère de Jean Ier d'Albret, de Jeanne II d'Albret et de Louis d'Albret.                             |           |
| Jeanne II d'Albret (1425-1444)          | - Arthur III de Bretagne (mariage en 1442)                                                      | - Comtesse de Richmond et de Dreux (1442-1444) | - Princesse de la Maison d'Albret. Fille de Charles II d'Albret et d'Anne d'Armagnac. |           |
| Isabelle de La Tour d'Auvergne (?-1488) | - Guillaume de Châtillon-Blois (mariage en 1450) - Arnaud-Amanieu II d'Albret (mariage en 1457) | - Comtesse de Périgord (1452-1455) - Vicomtesse de Limoges (1454-1455) - Comtesse de Dreux (1457-1460) - Dame d'Orval (1457-1488)                            | - Princesse de la Maison de La Tour d'Auvergne. Fille de Bertrand V de La Tour d'Auvergne et de Jacquette du Peschin. - Mère de Françoise de Châtillon et de Jean d'Albret.                     |           |
| Françoise de Châtillon (1452-1481)      | - Alain d'Albret (mariage en 1470)                                                              | - Comtesse de Périgord et vicomtesse de Limoges (de plein droit, 1455-1481) - Comtesse de Dreux (1470-1481) - Comtesse de Gaure et dame d'Albret (1471-1481) | - Princesse de la Maison de Châtillon. Fille de Guillaume de Châtillon-Blois et d'Isabelle de La Tour d'Auvergne. - Mère de Jean III de Navarre, de Charlotte d'Albret et d'Amanieu d'Albret.   |           |
| Marie d'Albret (1491-1549)              | - Charles II de Clèves (mariage en 1504)                                                        | - Comtesse de Rethel (de plein droit, 1500-1549) - Comtesse de Nevers et d'Eu (1506-1521) - Comtesse de Dreux (de plein droit, 1524-1549)                    | - Princesse de la Maison d'Albret. Fille de Jean d'Albret et de Charlotte de Bourgogne. - Mère de François Ier de Nevers.                                                                       |           |

## Maison de La Marck (1549-1556)
François Ier de Nevers hérita du comté à la mort de sa mère Marie d'Albret, mais, lors du procès en héritage, un arrêt du parlement de Paris cassa celui de 1500 qui rendait le comté à la maison d'Albret, prétextant que la donation de 1408 était une aliénation du domaine royal. Le comté fit donc retour à la couronne et le duc de Nevers reçut en compensation une rente de 400 livres tournois, au titre de la dot de Marguerite de Bourbon.
| Portrait | Nom (dates)                               | Époux                                      | Titres | Éléments biographiques |
| -------- | ----------------------------------------- | ------------------------------------------ | --- | --- |
|          | Marguerite de Bourbon-Vendôme (1516-1559) | - François Ier de Nevers (mariage en 1538) | - Comtesse (1538-1539) puis duchesse de Nevers (1539-1559) - Comtesse d'Eu (1538-1559) - Comtesse de Dreux (1549-1556) - Comtesse de Rethel (1549-1559) | - Princesse de la Maison de Bourbon-Vendôme. Fille de Charles IV de Bourbon et de Françoise d'Alençon. - Mère de François II de Nevers, d'Henriette de Nevers, de Jacques de Clèves, de Catherine de Clèves et de Marie de Clèves. |

## Maison de Médicis (1559-1569)
| Portrait | Nom (dates)                      | Époux                                  | Titres | Éléments biographiques | Armoiries |
| -------- | -------------------------------- | -------------------------------------- | --- | --- | --------- |
|          | Catherine de Médicis (1519-1589) | - Henri II de France (mariage en 1533) | - Comtesse de Lauragais (de plein droit, 1519-1589) - Comtesse d'Auvergne (de plein droit, 1524-1589) - Duchesse d'Orléans (1533-1536 puis 1566-1589) - Dauphine de France et duchesse de Bretagne (1536-1547) - Reine de France (1547-1559) - Duchesse d'Alençon (1559-1566) - Comtesse de Dreux (1559-1569) - Régente de France (1560-1563 puis 1574) | - Princesse de la Maison de Médicis. Fille de Laurent II de Médicis et de Madeleine de La Tour d'Auvergne. - Mère de François II de France, d'Élisabeth de France, de Claude de France, de Louis de France, de Charles IX de France, d'Henri III de France, de Marguerite de France, de François de France, de Jeanne de France et de Victoire de France. |           |

## Maison de Bourbon-Condé (1594-1656)
| Portrait | Nom (dates)                  | Époux                                                  | Titres | Éléments biographiques | Armoiries |
| -------- | ---------------------------- | ------------------------------------------------------ | --- | --- | --------- |
|          | Anne de Montafié (1577-1644) | - Charles de Bourbon-Soissons (mariage en 1601)        | - Comtesse de Soissons et de Dreux (1601-1612)                                                                                         | - Princesse de la Maison de Montafié. Fille de Louis de Montafié et de Jeanne de Coesme. - Mère de Louise de Bourbon, de Louis de Bourbon-Soissons et de Marie de Bourbon.                                                            |           |
|          | Marie de Bourbon (1606-1692) | - Thomas-François de Savoie-Carignan (mariage en 1625) | - Princesse de Carignan (1625-1656) - Comtesse de Soissons (de plein droit, 1641-1692) - Comtesse de Dreux (de plein droit, 1641-1656) | - Princesse de la Maison de Bourbon-Condé. Fille de Charles de Bourbon-Soissons et d'Anne de Montafié. - Mère de Louise-Christine de Savoie-Carignan, d'Emmanuel-Philibert de Savoie-Carignan et d'Eugène-Maurice de Savoie-Carignan. |           |

## Maison de Savoie-Carignan (1656-1676)
| Portrait | Nom (dates)                | Époux                                                 | Titres | Éléments biographiques |
| -------- | -------------------------- | ----------------------------------------------------- | --- | --- |
|          | Olympe Mancini (1637-1708) | - Eugène-Maurice de Savoie-Carignan (mariage en 1657) | - Comtesse de Soissons et de Dreux (1657-1673) - Surintendante de la Maison de la Reine (1661-1679) - Duchesse de Carignan (1662-1673) | - Princesse de la Famille Mancini. Fille de Michel Mancini et de Geronima Mazzarini. - Mère de Louis-Thomas de Savoie-Carignan, d'Eugène de Savoie-Carignan et de Marie-Jeanne de Savoie-Carignan. |

## Maison d'Orléans-Longueville (1676-1707)
| Portrait | Nom (dates)                             | Époux                                          | Titres | Éléments biographiques                                                                                          | Armoiries |
| -------- | --------------------------------------- | ---------------------------------------------- | --- | --- | --------- |
|          | Marie d'Orléans-Longueville (1625-1707) | - Henri II de Savoie-Nemours (mariage en 1657) | - Duchesse de Nemours, de Genevois et d'Aumale (1657-1659) - Comtesse de Dreux (de plein droit, 1676-1707) - Régente de Neuchâtel (1679-1682) - Comtesse de Saint-Pol (de plein droit, 1694-1705) - Duchesse d'Estouteville, comtesse de Tancarville, comtesse de Dunois (de plein droit, 1694-1707) - Princesse de Neuchâtel (de plein droit, 1696-1707) | - Princesse de la Maison d'Orléans-Longueville. Fille d'Henri II d'Orléans-Longueville et de Louise de Bourbon. |           |

## Maison de Bourbon-Vendôme (1707-1712) et de Bourbon-Condé (1712-1718)
| Portrait | Nom (dates)                             | Époux                                       | Titres | Éléments biographiques                                                                                | Armoiries |
| -------- | --------------------------------------- | ------------------------------------------- | --- | --- | --------- |
|          | Marie-Anne de Bourbon-Condé (1678-1718) | - Louis-Joseph de Vendôme (mariage en 1710) | - Duchesse de Vendôme, d'Étampes et de Mercœur (1710-1712) - Comtesse de Dreux (1710-1712, puis de plein droit, 1712-1718) | - Princesse de la Maison de Bourbon-Condé. Fille d'Henri-Jules de Bourbon-Condé et d'Anne de Bavière. |           |

## Maison de Wittelsbach (1718-1723)
| Portrait | Nom (dates)                 | Époux                                            | Titres | Éléments biographiques | Armoiries |
| -------- | --------------------------- | ------------------------------------------------ | --- | --- | --------- |
|          | Anne de Bavière (1648-1723) | - Henri-Jules de Bourbon-Condé (mariage en 1663) | - Duchesse d'Enghien (1663-1686) - Princesse de Condé, duchesse de Bellegarde, de Châteauroux et de Montmorency, comtesse de Sancerre et de Charolais, dame de Chantilly (1686-1709) - Duchesse de Guise (1688-1709) - Princesse d'Arches (de plein droit, 1708-1723) - Comtesse de Dreux (de plein droit, 1718-1723) | - Princesse de la Maison de Wittelsbach. Fille d’Édouard de Palatinat et d'Anne de Gonzague de Clèves. - Mère de Marie-Thérèse de Bourbon-Condé, de Louis III de Bourbon-Condé, d'Anne-Marie de Bourbon-Condé, de Louise-Bénédicte de Bourbon-Condé et de Marie-Anne de Bourbon-Condé. |           |

## Maison de Bourbon-Condé (1723-1753)
| Portrait | Nom (dates)                                   | Époux                                        | Titres | Éléments biographiques | Armoiries |
| -------- | --------------------------------------------- | -------------------------------------------- | --- | --- | --------- |
|          | Louise-Bénédicte de Bourbon-Condé (1676-1753) | - Louis-Auguste de Bourbon (mariage en 1692) | - Duchesse du Maine et d'Aumale, princesse de Dombes et comtesse d'Eu (1692-1736) - Comtesse de Dreux (de plein droit, 1723-1753) | - Princesse de la Maison de Bourbon-Condé. Fille d'Henri-Jules de Bourbon-Condé et d'Anne de Bavière. - Mère de Louis-Auguste de Bourbon, de Louis-Charles de Bourbon et de Louise-Françoise de Bourbon. |           |

Louis-Jean-Marie de Bourbon (1725-1793), duc de Penthièvre, était l'héritier de son cousin le comte d'Eu. Il fut le dernier comte de Dreux et choisit cette ville pour sépulture de sa famille, ayant vendu son duché de Rambouillet au roi Louis XVI. Ce transfert est à l'origine de la chapelle royale de Dreux.

## Titre de courtoisie
Unique héritière de son père Louis-Jean-Marie de Bourbon et des propriétés (mais pas des titres) des maisons de Bourbon-Penthièvre et de Bourbon-Maine, Marie-Adélaïde de Bourbon a apporté le château et le domaine de Dreux aux possessions de la maison d'Orléans par son mariage avec Louis-Philippe d'Orléans. Elle était la mère du futur roi Louis-Philippe Ier. Le domaine est désormais propriété de la Fondation Saint-Louis.

## Sources
- Documents historiques sur le comté et la ville de Dreux Par Pierre Édouard A. Lefèvre.